# 조규남 (로봇공학자)
조규남(1963년)은 대한민국의 로봇인이다. 전직 전자신문 사업국 출신으로 로봇신문을 창간하였다.

## 경력
1963년 경기 안산에서 출생하여 경기 오산중학교, 수원 경성고등학교를 거쳐 고려대학교 경상대학 경영학과를 졸업하였고, 고려대학교 컴퓨터과학대학원 정보통신최고위과정(ICP)을 수료했다. 그리고 뒤늦게 학업을 재개해 2020년 2월 KAIST 미래전략대학원 과학저널리즘(공학석사) 학과를 졸업했다. 1989년 1월부터 IT 기업인 ㈜큐닉스컴퓨터 기획실에서 첫 사회생활을 시작해 ㈜진도, ㈜일레아트, 전자신문사에서 마케팅, 기획, 사업 책임자로 근무했다.
메이인터내쇼날 대표, ㈜썬라이즈시스템 대표를 거쳐 2013년 로봇전문 미디어 로봇신문을 창간해 대표이사 겸 발행인으로 재직하며 국내 로봇산업 발전 및 로봇 문화 확산에 기여하고 있다. 

## 활동
중앙일보 비즈넷타임즈 자문위원, 한국로봇교육콘텐츠협회 이사, 중국카렐차페크상 심사위원회 부주석, IEEE MFI 2018 파이낸스위원장, 사단법인 지식재산기자협회 수석부회장, 사단법인 ITC로봇문화협회 회장, 필드로봇소사이어티 부회장을 역임했다. 현재 대한인터넷신문협회 사이언스 위원장, 대한전자공학회 산업전자소사이어티 이사, 한국로보컵협회 상임이사, 한국재활로봇학회 이사, 대한의료로봇학회 부회장, 중국 카렐차페크상 심사위원회 위원을 맡아 국내외 로봇 소사이어티에서 활발한 활동을 펼치고 있다.

## 수상
2017 최우수 기자상(대한인터넷신문협회), 2019 언론인상(세계청년리더총연맹 세계연맹기자단), 2019 최우수 기자상(대한인터넷신문협회), 2020년 인천시 로봇산업 발전유공 인천시장 표창, 2024년 국내 로봇산업 발전 유공 정부포상(국무총리상), 2024년 로봇업계의 노벨상을 지향하는 카렐 차페크상 특별공헌상을 수상했다.

## 컬럼
(로봇신문) 2022년 국내 로봇 이슈 전망(2022.1.3)

## 저서
4차산업혁명, 로봇산업의 미래』(크라운출판사, 고경철·박현섭·황정훈·조규남 공저, 2018)

로봇이 있어 행복한 세상(복두성, 조규남 2020)

## 같이 보기
- 지능형 로봇
- 로봇산업
- 로봇인
- 로봇공학자